# Barķi Toçik Doesjanbe
Barķi Toçik Doesjanbe (Tadzjieks: Дастаи Футболи Барқи Тоҷи) is een Tadzjiekse voetbalclub uit de hoofdstad Doesjanbe.

## Geschiedenis
De club werd opgericht in 2006 als Energetik Doesjanbe en speelde in 2007 voor het eerst in de hoogste klasse. In 2011 werd de club vierde, de beste notering tot dan toe. Voor het seizoen 2015 werd de huidige naam aangenomen. In 2018 degradeerde de club.

## Erelijst
Beker van Tadzjikistan
Finale: 2008